# Géranylgéranyltransférase de type 1
Une géranylgéranyltransférase de type 1 est une transférase qui catalyse la réaction :
géranylgéranyl-pyrophosphate + (cystéine)–protéine  {\displaystyle \rightleftharpoons }  S-géranylgéranyl-protéine + pyrophosphate.
C'est l'une des trois enzymes du groupe des prényltransférases. Elle lie un groupe géranylgéranyle au résidu de cystéine d'une séquence consensus CaaX C-terminale d'une protéine. Cette modification post-traductionnelle est essentielle à la fonctionnalité physiologique de certaines protéines qui nécessitent d'être ancrées à une membrane biologique, notamment la membrane plasmique, pour être fonctionnelles, par exemple pour intervenir dans un mécanisme de signalisation cellulaire. Des inhibiteurs de géranylgéranyltransférase sont étudiés comme anticancéreux.
Ces enzymes sont constituées de deux sous-unités, dites α et β, codées chez l'homme respectivement par les gènes FNTA et PGGT1B. Ces deux sous-unités sont formées principalement d'hélices α. La sous-unité β forme un complexe avec un cation de zinc Zn2+ au bord du site actif. L'enzyme présente une poche de liaison hydrophobe pour le géranylgéranyl-pyrophosphate. Tous les substrats des géranylgéranyltransférases ont un résidu de cystéine parmi leurs quatre résidus C-terminaux. Ce résidu de cystéine forme un complexe avec le zinc qui déclenche une substitution nucléophile bimoléculaire SN2 sur le géranylgéranyl-pyrophosphate ayant pour effet de déplacer le groupe pyrophosphate,.